# Антипод
Антипо́д (от гр.anti - против и podos - крак) (на старогръцки: ἀντίπους, мн.ч. на старогръцки: ἀντίποδες) в общия смисъл е нещо коренно противоположно (обратното) на нещо друго. Терминът има няколко значения в различните науки и дисциплини. В преносен смисъл се прилага по отношение на противоположни обекти, както и по отношение на хора с противоположни мнения.
В географията - противоположни точки на земното кълбо. Примерно антипода на северния остров на Нова Зеландия се намира в Испания и т.н.
В математиката - полярните противо(срещу)положности спрямо централната (отправна) точка на сферата. За една сфера, тези точки са диаметрално противоположни (може да се означава и всеки следващ обект, напълно противоположен на първия /с оглед избраната гледна [отправна] точка към координатната система/).
В ботаниката - тригаплодните клетки в ембриона на покритосеменните растения, които се намират в противоположните краища на яйцевия апарат.

## Интересни факти
Терминът е въведен в употреба от древногръцките географи, физици и философи.
Алиса в страната на чудесата пропадайки в заешката дупка се изплашва, защото попада в страната на антиподите, където всичко е с главата надолу и тя ще трябва да стои на главата си. Владимир Висоцки пише „Песен за антиподите“, издадена с албума „Алиса в страната на чудесата“ - по името на едноименната приказка на Луис Карол.
В Тихия океан се намира остров Антипод, който е разположен на географския антипод по координатната система на Гринуич. Антипод на Испания е северния остров на Нова Зеландия, а на Монголия - Патагония.
|  | Тази страница частично или изцяло представлява превод на страницата „Антипод“ в Уикипедия на руски. Оригиналният текст, както и този превод, са защитени от Лиценза „Криейтив Комънс – Признание – Споделяне на споделеното“, а за съдържание, създадено преди юни 2009 година – от Лиценза за свободна документация на ГНУ. Прегледайте историята на редакциите на оригиналната страница, както и на преводната страница, за да видите списъка на съавторите. ВАЖНО: Този шаблон се отнася единствено до авторските права върху съдържанието на статията. Добавянето му не отменя изискването да се посочват конкретни източници на твърденията, които да бъдат благонадеждни. |